# Granulierter Baumsteiger
Der Granulierte Baumsteiger (Oophaga granulifera) ist eine Art aus der Familie der Baumsteigerfrösche (Dendrobatidae).

## Merkmale
Die kleinen Frösche erreichen eine Körperlänge von 18 bis 22 Millimetern. Ihre Haut ist körnig strukturiert. In der Regel sind der Rücken und die Oberarme leuchtend orange gefärbt. Der Bauch, die Unterarme und die Hinterbeine sind grün bis blaugrün gefärbt. Die Schallblase der Männchen ist schwarz. Die Population, die in der Umgebung der Stadt Quepos lebt, besitzt einen olivgrün gefärbten Rücken.

## Vorkommen
Die Tiere kommen vom Südwesten Costa Ricas bis in den Südwesten Panamas vor. Sie sind besonders in den niedrigen Bergen nahe Puntarenas bis in eine Höhe von etwa 700 Metern Seehöhe verbreitet. Sie leben in feuchten Wäldern des Flachlandes an der Pazifikküste, wo Dieffenbachien wachsen. Die Art wurde in einer kleinen Region im Südosten Costa Ricas an der Atlantikküste, angrenzend an Panama eingeschleppt.

## Lebensweise
Wie die meisten Arten der Baumsteigerfrösche lebt auch der Granulierte Baumsteiger tagaktiv am Boden. Die Tiere halten sich meist nahe an Baumstämmen auf. Die Kaulquappen werden von den Weibchen zu wassergefüllten Blattachseln von Dieffenbachien getragen. Wie alle Arten der Gattung ernähren sich die Larven oophag: Die Weibchen legen unbefruchtete Eier, die von den Larven gefressen werden. In der Trockenzeit zwischen Januar und April sind Weibchen sehr selten zu finden, nur die Männchen rufen. Die Weibchen kommen erst in der Regenzeit zum Vorschein.

## Belege
- amphibiaweb.org (Engl.)
- dendrobase.de